# Århundradets 100 böcker enligt Le Monde
Århundradets 100 böcker är en lista som togs fram 1999 efter en omröstning anordnad av den franska butikskedjan Fnac och den franska dagstidningen Le Monde.
Böckerna röstades fram utgående från en lista på 200 böcker, vilken skapats av bokhandlare och journalister. Sjuttontusen fransmän röstade utgående från frågan "Quels livres sont restés dans votre mémoire ?" (Vilka böcker minns du?).
Listan blandar romaner med poesi, drama och tecknade serier.

## Århundradets 100 böcker
| nr  | Titel                                                                                       | Författare                      | År        |
| --- | ------------------------------------------------------------------------------------------- | ------------------------------- | --------- |
| 1   | Främlingen                                                                                  | Albert Camus                    | 1942      |
| 2   | På spaning efter den tid som flytt                                                          | Marcel Proust                   | 1913–1927 |
| 3   | Processen                                                                                   | Franz Kafka                     | 1925      |
| 4   | Lille prinsen                                                                               | Antoine de Saint-Exupéry        | 1943      |
| 5   | Människans lott                                                                             | André Malraux                   | 1933      |
| 6   | Resa till nattens ände                                                                      | Louis-Ferdinand Céline          | 1932      |
| 7   | Vredens druvor                                                                              | John Steinbeck                  | 1939      |
| 8   | Klockan klämtar för dig                                                                     | Ernest Hemingway                | 1940      |
| 9   | Den store Meaulnes                                                                          | Henri Alain-Fournier            | 1913      |
| 10  | Dagarnas skum                                                                               | Boris Vian                      | 1947      |
| 11  | Det andra könet                                                                             | Simone de Beauvoir              | 1949      |
| 12  | I väntan på Godot                                                                           | Samuel Beckett                  | 1952      |
| 13  | Varat och intet                                                                             | Jean-Paul Sartre                | 1943      |
| 14  | Rosens namn                                                                                 | Umberto Eco                     | 1980      |
| 15  | GULAG-arkipelagen                                                                           | Aleksandr Solzjenitsyn          | 1973      |
| 16  | Ord Paroles (franska)                                                                       | Jacques Prévert                 | 1952 1946 |
| 17  | Alcools (franska)                                                                           | Guillaume Apollinaire           | 1913      |
| 18  | Blå Lotus                                                                                   | Hergé                           | 1936      |
| 19  | Anne Franks dagbok                                                                          | Anne Frank                      | 1947      |
| 20  | Spillror av paradiset Tristes Tropiques (franska)                                           | Claude Lévi-Strauss             | 1959 1955 |
| 21  | Du sköna nya värld                                                                          | Aldous Huxley                   | 1932      |
| 22  | 1984                                                                                        | George Orwell                   | 1949      |
| 23  | Asterix och hans tappra galler                                                              | René Goscinny och Albert Uderzo | 1959      |
| 24  | Den skalliga primadonnan                                                                    | Eugène Ionesco                  | 1952      |
| 25  | Sexualteori                                                                                 | Sigmund Freud                   | 1905      |
| 26  | Vishetens natt                                                                              | Marguerite Yourcenar            | 1968      |
| 27  | Lolita                                                                                      | Vladimir Nabokov                | 1955      |
| 28  | Odysseus                                                                                    | James Joyce                     | 1922      |
| 29  | Tataröknen                                                                                  | Dino Buzzati                    | 1940      |
| 30  | Falskmyntarna                                                                               | André Gide                      | 1925      |
| 31  | Husaren på taket                                                                            | Jean Giono                      | 1951      |
| 32  | Herrens sköna                                                                               | Albert Cohen                    | 1968      |
| 33  | Hundra år av ensamhet                                                                       | Gabriel García Márquez          | 1967      |
| 34  | Stormen och vreden                                                                          | William Faulkner                | 1929      |
| 35  | Thérèse                                                                                     | François Mauriac                | 1927      |
| 36  | Zazie Zazie dans le métro (franska)                                                         | Raymond Queneau                 | 1961 1959 |
| 37  | Känslornas irrvägar                                                                         | Stefan Zweig                    | 1927      |
| 38  | Borta med vinden                                                                            | Margaret Mitchell               | 1936      |
| 39  | Lady Chatterleys älskare                                                                    | D.H. Lawrence                   | 1928      |
| 40  | Bergtagen                                                                                   | Thomas Mann                     | 1924      |
| 41  | Ett moln på min himmel Bonjour tristesse                                                    | Françoise Sagan                 | 1954      |
| 42  | Havets tystnad Le Silence de la mer (franska)                                               | Jean Bruller (Vercors)          | 1975 1942 |
| 43  | Livet en bruksanvisning                                                                     | Georges Perec                   | 1978      |
| 44  | Baskervilles hund                                                                           | Arthur Conan Doyle              | 1901–1902 |
| 45  | Under djävulens färla                                                                       | Georges Bernanos                | 1926      |
| 46  | Den store Gatsby                                                                            | F. Scott Fitzgerald             | 1925      |
| 47  | Skämtet                                                                                     | Milan Kundera                   | 1967      |
| 48  | Föraktet                                                                                    | Alberto Moravia                 | 1954      |
| 49  | Dolken från Tunis Hur gåtan löstes                                                          | Agatha Christie                 | 1926      |
| 50  | Nadja                                                                                       | André Breton                    | 1928      |
| 51  | Aurélien (franska)                                                                          | Louis Aragon                    | 1944      |
| 52  | Sidenskon                                                                                   | Paul Claudel                    | 1929      |
| 53  | Sex roller söker en författare                                                              | Luigi Pirandello                | 1921      |
| 54  | Arturo Ui Der aufhaltsame Aufstieg des Arturo Ui (tyska)                                    | Bertolt Brecht                  | 1970 1959 |
| 55  | Fredag eller den andra ön                                                                   | Michel Tournier                 | 1967      |
| 56  | Världarnas krig                                                                             | H. G. Wells                     | 1898      |
| 57  | Är detta en människa?                                                                       | Primo Levi                      | 1947      |
| 58  | Sagan om ringen                                                                             | J.R.R. Tolkien                  | 1954–1955 |
| 59  | Les Vrilles de la vigne (franska)                                                           | Sidonie Gabrielle Colette       | 1908      |
| 60  | Smärtans huvudstad                                                                          | Paul Éluard                     | 1926      |
| 61  | Martin Eden                                                                                 | Jack London                     | 1909      |
| 62  | Balladen om det salta havet                                                                 | Hugo Pratt                      | 1967      |
| 63  | Litteraturens nollpunkt Le Degré zéro de l'écriture (franska)                               | Roland Barthes                  | 1966 1953 |
| 64  | Katharina Blums förlorade heder                                                             | Heinrich Böll                   | 1974      |
| 65  | Vid Syrterns stränder                                                                       | Julien Gracq                    | 1951      |
| 66  | Orden och tingen                                                                            | Michel Foucault                 | 1966      |
| 67  | På drift                                                                                    | Jack Kerouac                    | 1957      |
| 68  | Nils Holgerssons underbara resa genom Sverige                                               | Selma Lagerlöf                  | 1906–1907 |
| 69  | Ett eget rum                                                                                | Virginia Woolf                  | 1929      |
| 70  | Invasion på Mars                                                                            | Ray Bradbury                    | 1950      |
| 71  | Lol V. Steins hänförelse                                                                    | Marguerite Duras                | 1964      |
| 72  | Rapport om Adam                                                                             | J. M. G. Le Clézio              | 1963      |
| 73  | Tropismer                                                                                   | Nathalie Sarraute               | 1939      |
| 74  | Journal, 1887–1910 (franska)                                                                | Jules Renard                    | 1925      |
| 75  | Lord Jim                                                                                    | Joseph Conrad                   | 1900      |
| 76  | Écrits (franska)                                                                            | Jacques Lacan                   | 1966      |
| 77  | Det Dobbelte Teater (danska) Le théâtre et son double (franska)                             | Antonin Artaud                  | 1938      |
| 78  | Till Manhattan                                                                              | John Dos Passos                 | 1925      |
| 79  | Fiktioner                                                                                   | Jorge Luis Borges               | 1944      |
| 80  | Moravagine (franska)                                                                        | Blaise Cendrars                 | 1926      |
| 81  | Den döda arméns general                                                                     | Ismail Kadare                   | 1963      |
| 82  | Sophies val                                                                                 | William Styron                  | 1979      |
| 83  | Zigenarballader                                                                             | Federico García Lorca           | 1928      |
| 84  | Pietr-le-Letton (franska)                                                                   | Georges Simenon                 | 1931      |
| 85  | Tjuven och kärleken Notre-Dame-des-Fleurs (franska)                                         | Jean Genet                      | 1966 1944 |
| 86  | Mannen utan egenskaper                                                                      | Robert Musil                    | 1930–1932 |
| 87  | Fureur et mystère (franska)                                                                 | René Char                       | 1948      |
| 88  | Räddaren i nöden                                                                            | J. D. Salinger                  | 1951      |
| 89  | Sällan blommor till bruden                                                                  | James Hadley Chase              | 1939      |
| 90  | Blake och Mortimer                                                                          | Edgar Pierre Jacobs             | 1950      |
| 91  | Malte Laurids Brigges anteckningar                                                          | Rainer Maria Rilke              | 1910      |
| 92  | Resa mellan kvinnor La Modification (franska)                                               | Michel Butor                    | 1959 1957 |
| 93  | The Origins of Totalitarianism (engelska) Elemente und Ursprünge totaler Herrschaft (tyska) | Hannah Arendt                   | 1951      |
| 94  | Mästaren och Margarita                                                                      | Michail Bulgakov                | 1967      |
| 95  | Trilogi: Sexus, Plexus, Nexus                                                               | Henry Miller                    | 1949–1960 |
| 96  | Den stora sömnen                                                                            | Raymond Chandler                | 1939      |
| 97  | Sjömärken                                                                                   | Saint-John Perse                | 1957      |
| 98  | Gaston                                                                                      | André Franquin                  | 1957      |
| 99  | Under vulkanen                                                                              | Malcolm Lowry                   | 1947      |
| 100 | Midnattsbarnen                                                                              | Salman Rushdie                  | 1981      |